# Crepidium tubulosum
Crepidium tubulosum är en orkidéart som först beskrevs av Johannes Jacobus Smith, och fick sitt nu gällande namn av Dariusz Lucjan Szlachetko. Crepidium tubulosum ingår i släktet Crepidium, och familjen orkidéer. Inga underarter finns listade i Catalogue of Life.